# Centre hospitalier de l'Université Laval
Le Centre hospitalier de l'Université Laval (CHUL) est un hôpital situé dans l'arrondissement Sainte-Foy-Sillery-Cap-Rouge, à Québec.

## Histoire
En 1951, dans le cadre des travaux de planification de construction de la Cité-Universitaire à Sainte-Foy, le recteur de l'Université Laval, Ferdinand Vandry, propose la construction d'un pavillon de médecine et d'un hôpital universitaire. Au même moment, le gouvernement fédéral procède à d'importants chantiers dans le secteur. Au nord du boulevard Laurier, il fait construire un quartier destiné aux militaires, tandis qu'au sud, un hôpital est bâti pour accueillir les anciens combattants. Cet établissement, inauguré le 16 mai 1954 sous le nom d'Hôpital Sainte-Foy, est l'ancêtre du CHUL.
Le 26 mars 1968, le gouvernement canadien transfère la propriété de l'hôpital au gouvernement québécois. Le 1er septembre 1968, l'hôpital devient le Centre hospitalier de l'Université Laval (CHUL). Il a été inauguré officiellement sous ce nom le 12 novembre 1971.
En 1995, le CHUL est fusionné au Centre hospitalier universitaire de Québec. En mai 1999, le gouvernement annonce la construction du Centre mère-enfant Soleil, un centre régional d'expertise en obstétrique, néonatologie et pédiatrie. Il est inauguré le 1er décembre 2003.